# Джоел Квятковскі
Джоел Квятковскі (англ. Joel Kwiatkowski; 22 березня 1977, Саскатун, провінція Саскачеван) — канадський хокеїст, захисник.

## Клубна кар'єра
Джоел виступав свого часу за різні юніорські команди Західної хокейної ліги, а у Драфті НХЛ 1996 року був обраний у 8-му раунді під 194-им номером клубом НХЛ «Даллас Старс». Як вільний агент укладає контракт з «Анагайм Дакс», але ніколи не грав у НХЛ в складі «качок», замість цього він провів два сезони у «Цинциннаті Майті Дакс» (Американська хокейна ліга). У 2000 році Квятковські був проданий в клуб «Оттава Сенаторс» в зворотному напрямку вирушив Патрік Траверс. За три сезони в складі «сенаторів», Джоел відіграв 35 матчів та набрав 3 очки (1 + 2), основні матчі він провів у фарм-клубі «Гранд Репідс Гріффінс» (АХЛ), де він був одним з провідних гравців, увійшов до складу усіх зірок в 2001 році.
У 2003 році захисник був проданий до клубу «Вашингтон Кепіталс», за два сезони він проведе у складі «столичних» 114 матчів та набрав 15 очок (6 + 9), також зіграв шість матчів в плей-оф. 
У 2004 році укладає контракт з «Флорида Пантерс», але через локаут в НХЛ провів сезон 2004/05 у «Сан-Антоніо Ремпедж». Пізніше він перебував в оренді в «Сент-Джонс Мейпл Ліфс». В сезоні 2005/06 відіграв за «пантер» 73 матчі набрав 12 очок (4 + 8), це був один із найкращих його результатів в НХЛ, наступний сезон Джоел почав у складі «пантер» — 41 матч та 10 набраних очок (5 + 5), ще один матч провів у складі «Піттсбург Пінгвінс». 
30 серпня 2007 року укладає контракт з «Атланта Трешерс», провів 18 матчів, більшість сезону провів в «Чикаго Вулвс» (АХЛ). Наступні два сезони Квятковські провів в Росії у клубах КХЛ: «Сєвєрсталь» та СКА. У 2010 році переїздить до Швейцарії, де виступає за клуб НЛА СК «Берн» 2010/12 роки, а з сезону 2011/12 за клуб «Фрібур-Готтерон». У складі останнього брав участь у Кубку Шпенглера.
В грудні 2013 брав участь в Кубку Шпенглера у складі збірної Канади, провів 4 матчі.

## Виступи за збірну
Квятковскі виступав за національну збірну на чемпіонату світу з хокею в 2009 році в Швейцарії. Дебютував на турнірі у матчі проти збірної Словаччини 28 квітня 2009 року. Став срібним призером чемпіонату.

## Тренерська кар'єра
З 12 вересня 2016 асистент головного тренера «Каламазу Вінгс» (ХЛСУ).